# 宁波轨道交通10号线
宁波轨道交通10号线是中国浙江省宁波市规划中的一条市域铁路线路，为宁波轨道交通线网的一部分。自江北区境内的孔浦站至慈溪市境内慈溪火车站的64千米线路又称宁波至慈溪市域铁路，简称宁慈线。宁波至慈溪市域铁路为《长三角地区多层次轨道交通一体化发展规划》的一部分，2021年7月由国家发改委批复，先行节点于2022年11月2日开工建设，计划于2026年年底开通。线路计划未来继续向两端延伸，北端计划延伸至前湾新区，南端计划穿过宁波中心城区抵达姜山镇，并有可能进一步延伸至宁海县跃龙街道。

## 线路走向
10号线起自江北区境内的孔浦站，随后以地下线转入梅竹路向北，下穿铁路北环线后折向西，至九龙大道折向北，下穿绕城高速后转为高架，与九龙大道高架共线并穿过九龙湖镇区，随后穿过王家山进入慈溪市境内。此后线路至伏龙山脚折向西，随后上跨三塘横江、中横线、万淞线至掌起镇区，随后向北上跨沈海高速进入观海卫镇区并穿过卫山，此后途经桥头，沿逍林镇环镇北路继续向西，在慈溪森林公园内转入地下，沿北三环行进，至浒崇公路转向北并下穿中横线高架，最后抵达终点站慈溪火车站。

## 历史

### 规划
10号线规划起始于2010年前后。2014年，项目以“宁波至慈溪城际铁路”的名义被列入《浙江省都市圈城际铁路近期建设规划》并由国家发改委批复。此时规划的线路起自镇海新城的骆驼桥站，终点为慈溪客运中心，全长42.9千米，共设8座车站，同时预留延伸至2号线三官堂站的条件。但2014年规划获批后，线路的详细设计和后续建设一直没有落地。直至2020年前后，随着通苏嘉甬铁路走向和设站明确，10号线的规划方才逐渐确定，并被重新纳入《长三角地区多层次轨道交通一体化发展规划》中，2021年7月经由国家发改委批复公布。在新的规划中，10号线起点改为孔浦站，终点为高铁慈溪站，全长63.6千米，共设13座车站，可换乘轨道交通2号线、3号线和7号线。2022年9月7日，10号线工程可行性研究报告由宁波市发改委批复。

### 建设
新城大道站作为10号线先行节点，于2022年11月2日开工建设。镇海段九龙大道站、永茂路站及龙山至九龙湖站高架区间于2023年3月31日开工建设，与九龙大道快速路共构段于2023年6月29日开工。2023年11月24日，新城大道至潮塘地下区间开始盾构施工，为全线首个开展盾构施工的区间。2024年5月8日，位于龙山至九龙湖区间的兰香隧道贯通，为全线贯通的首座山岭隧道。2024年7月1日，位于慈溪市观海卫镇境内的卫山隧道贯通，标志着全线所有山岭隧道贯通。

## 车站
10号线（宁慈线）设13座车站，其中地下车站7座，高架车站6座。慈溪火车站和潮塘站之间预留坎墩站。

### 站名
10号线多座车站站名因历史传承和辨识度的原因曾进行更改。
| 现站名     | 原站名     | 更名原因                             |
| ---------- | ---------- | ------------------------------------ |
| 慈溪火车站 | 慈溪高铁站 | 因车站与通苏嘉甬铁路慈溪站换乘而得名 |
| 逍林站     | 大学城站   | 因车站位于慈溪市逍林镇而得名         |

### 车站列表
| |            |            |                                  |        |                            |
| 快车                                                                                                | 站名       | 里程（km） | 换乘路线                         | 所在地 | 车站形式                   |
| 10号线（规划）                                                                                      |            |            |                                  |        |                            |
| •                                                                                                   | 慈溪火车站 | 0          | 慈溪站（规划）                   | 慈溪市 | 地下二层岛式车站           |
| •                                                                                                   | 潮塘       | 3.64       | ■ 11号线（规划）                 | 慈溪市 | 地下二层双岛式车站         |
| ｜                                                                                                  | 新城大道   | 7.15       |                                  | 慈溪市 | 地下二层岛式车站           |
| ｜                                                                                                  | 逍林       | 10.34      |                                  | 慈溪市 | 高架三层侧式车站（越行站） |
| ｜                                                                                                  | 观附       | 18.17      |                                  | 慈溪市 | 高架三层双岛式车站         |
| •                                                                                                   | 观海卫     | 24.09      |                                  | 慈溪市 | 高架二层侧式车站           |
| ｜                                                                                                  | 掌起       | 29.75      |                                  | 慈溪市 | 高架三层侧式车站（越行站） |
| ｜                                                                                                  | 龙山       | 36.62      |                                  | 慈溪市 | 高架三层岛式车站           |
| •                                                                                                   | 九龙湖     | 47.26      |                                  | 镇海区 | 高架三层侧式车站           |
| •                                                                                                   | 骆兴       | 54.30      | ■ 7号线（在建） ■ 12号线（规划） | 镇海区 | 地下二层岛式车站           |
| •                                                                                                   | 永茂路     | 58.43      | ■ 5号线                          | 镇海区 | 地下三层岛式车站           |
| •                                                                                                   | 梅堰       | 61.48      | ■ 5号线                          | 江北区 | 地下三层岛式车站           |
| •                                                                                                   | 孔浦       | 63.74      | ■ 2号线                          | 江北区 | 地下三层岛式车站           |
| 注1：未开通的车站以深灰色背景 表示，未开通的换乘线路以灰色标注 注2：•表示快车停靠，｜表示快车越行。 |            |            |                                  |        |                            |

## 车辆及行车组织
10号线采用4辆编组市域A型车。列车全长94.4米，最高时速160千米，采用交流25千伏接触网供电，初期配车22列。线路初期计划运营16小时，采用站站停和大站快车结合的运营模式，高峰在慈溪火车站和孔浦间每小时开行6对站站停列车和2对大站快车。待其他市域线路建成后有利用11号线、12号线开行跨线车前往余姚和宁波西站的计划。

## 附属设施

### 车辆基地
10号线设置龙山车辆段。车辆段位于龙山镇，四塘横河以北、灵峰路以西，呈南北向布置，承担10号线列车乘务、列检、保养以及临时、定期维修任务。

### 牵引变电所
10号线设置龙山、慈溪新城两座110千伏牵引变电所两座，分别位于龙山车辆段内和中横线、浒崇公路交叉口西南侧。

### 控制中心
10号线由规划中的宁波轨道交通新线网控制中心实施调度、指挥和监控。该控制中心位于规划应慈路与康泰东路东延段交汇处，8号线姜村站西北，下应南车辆段内。

### 信号系统
10号线采用由株洲中车时代电气提供的信号系统。